# Ingegerd Råman

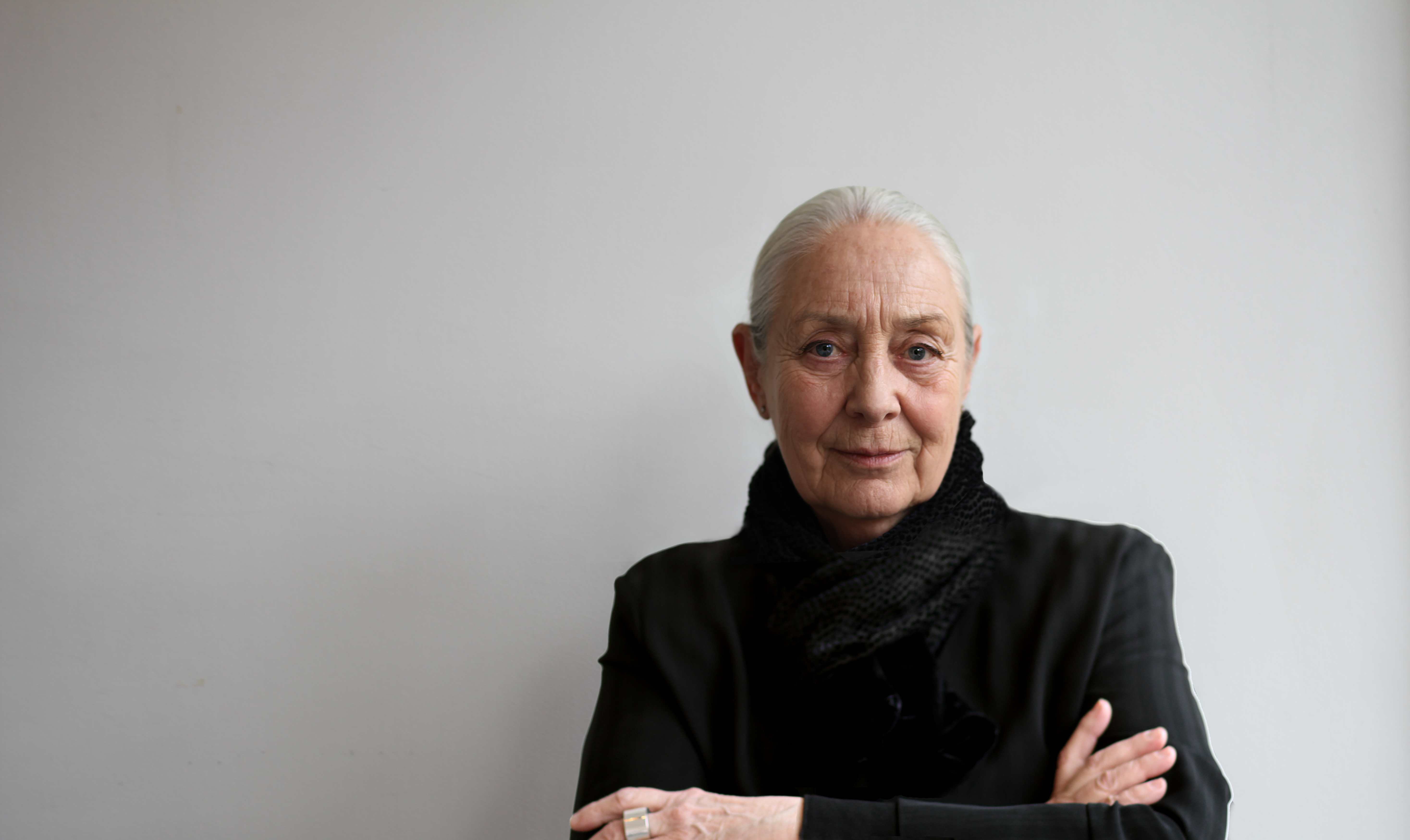
Ingegerd Råman

Ingegerd Råman (* 1943 in Stockholm) ist eine schwedische Designerin, die in Stockholm lebt und arbeitet. Sie arbeitet mit den Materialien Keramik und Glas.

## Leben
Ingegerd Råman besuchte von 1962 bis 1968 das University College of Arts, Crafts and Design in Stockholm und absolvierte von 1965 bis 1966 ein Jahr in Faenza (Italien) am Istituto Statale D’Arte per la Ceramica. Seit 1999 kreierte sie Produkte für die schwedische Glashütte Orrefors, auch mit der Glashütte Skruf arbeitet sie zusammen. 
Ingegerd Råman wurde der Ehrenprofessortitel durch die schwedische Regierung verliehen, des Weiteren die Prince Eugen Medaille von Seiner Majestät des Königs von Schweden. 

## Werk
Ingegerd Råmans Arbeiten sind geprägt von Transparenz und Einfachheit, der Aspekt der Multifunktionalität spielt eine große Rolle: Der Deckel einer Kanne kann als Trinkgefäß zum Einsatz kommen, die Kanne allein als Vase. Ihr berühmtestes Objekt beispielsweise ist eine Schale, aus der sowohl getrunken als auch gegessen werden kann. Interessant ist zudem, dass sich die Produkte untereinander kombinieren lassen, sie sind stapelbar und können auseinandergenommen und wieder neu zusammengebaut werden. Råman selbst beschreibt ihre Arbeitsweise so:
„Die drei Grundfarben der Erde – Rot, Schwarz und Weiß – sind das wichtigste für mich. Ich arbeite in skandinavischer Tradition und bin ein rein funktionaler Töpfer [sic]. Meine Kunst ist das funktionale Stück. Ich stelle meine eigenen schwarzen Glasuren mit Oxiden her und versuche, Schwarz mit fast nicht wahrnehmbaren Farbnuancen zu mischen, Nuancen, die meinen Gefäßen ihr Leben geben.“
Die Worte „Zeitlosigkeit“ und „Zurückgenommenheit“ beschreiben die Keramiken und Glaskreationen der Künstlerin. Sie arbeitet in reduzierten und klaren Formen, die sie im Laufe der Zeit weiterentwickelt. Funktion sowie ästhetischer Ausdruck sind eng miteinander verbunden, der Ausgangspunkt für ihre Arbeiten sind menschliche Bedürfnisse: 
„Form und Funktion gehören zusammen, aber ich habe immer aufgepasst, dass die Funktion nicht die Oberhand gewinnt. Das Gleichgewicht ist so wichtig.“

## Ausstellungen
Ingegerd Råmans Werk sind zahlreiche internationale Einzelausstellungen gewidmet worden, darunter in Paris, Rom, New York, Toyko, Oslo, Stockholm, Helsinki und Berlin.

## Werke in öffentlichen Sammlungen
- Schwedisches Nationalmuseum, Stockholm
- The Röhss Museum of Arts and Crafts, Göteborg
- Smålands Glass Museum, Växjö
- Victoria & Albert Museum, London
- Museum of Arts and Crafts, Kopenhagen
- Riihimäki Glass Museum, Riihimäki
- Corning Museum of Glass, Corning
- Stedelijk Museum, Amsterdam